# Kistac
Kistac je vrsta gljiva mješinarki (Penicillium), plijesan na ostacima hrane. 
Kistac, odnosno penicilijum (Penicillium notatum;  Penicillium chrysogenum ), najpoznatija zelena plijesan sa sporangijskim nositeljima raspoređenih poput kista na čijim se ograncima razvijaju spore u nizovima, konidiospore. Ima antibiotsko djelovanje, tj. djeluje antibakterijski, odnosno baktericidno zahvaljujući izlučivanju tvari penicilin.

## Povijest
Godine 1896. 21-godišnji francuski student medicine Ernest Duchesne proučavao je gljivu Penicillium notatum. Otkrio je moguća pozitivna djelovanja ove gljive i želio je proučavati njene terapijske mogućnosti. Međutim, nije imao dovoljno novca za financiranje, a poziv za pomoć koji je uputio Pasteurovom zavodu ostao je zanemaren i ideja o uporabi gljive u medicinske svrhe odbačena je. Godine 1923. liječnik iz Kostarike Picado Twight također je proučavao ovu gljivu i nakon nekoliko pokusa utvrdio da posjeduje antibiotičko djelovanje.
Otkriće penicilina kao antibiotika ipak se pripisuje škotskom znanstveniku Alexanderu Flemingu koji je 1928. godine otkrio izravno djelovanje penicilina kao antibiotika na uzorku stafilokokne bakterije koju je držao u petrijevoj zdjelici. Zdjelica je bila ispunjena stafilokocima koji su pokrili dno. Na mjestima gde je dodao penicilin pojavili su se čisti krugovi i vidljivo dno zdjelice. Zbog toga je zaključio da penicilin ima inhibitorno djelovanje na razvoj bakterije. Mislio je međutim da antibiotik nije u stanju preživjeti dovoljno dugo u čovječjem tijelu i zbog toga ne može biti učinkovit kao lijek te je odbacio mogućnost penicilina kao antibiotika.
Tek nakon 10 godina iz otopine u kojoj su kistac uzgajali Howard Florey i Ernest Chain prvi su izolirali antibiotik penicilin i 1939. godine nakon niza pokusa utvrdili da je antibiotik dovoljno jak za preživljavanje u čovječjem sustavu uz zadržavanje svoje antibiotske mogućnosti i aktivno djelovanje protiv patogena.
Za svoju su ulogu u otkriću penicilina 1945. godine Howard Walter Florey, Sir Ernst Boris Chain i Alexander Fleming podijelili Nobelovu nagradu za područje medicine.